# Качеван
Качева́н (рос. Качеван, башк. Көсеүән) — присілок у складі Кармаскалинського району Башкортостану, Росія. Входить до складу Кармаскалинської сільської ради.
Населення — 104 особи (2010; 107 в 2002).
Національний склад:
- татари — 49 %
- башкири — 48 %